# Atomaria puncticollis
Atomaria puncticollis är en skalbaggsart som beskrevs av Thomson 1868. Atomaria puncticollis ingår i släktet Atomaria, och familjen fuktbaggar. Arten är reproducerande i Sverige.